# Vintermossen
Vintermossen este o arie protejată (arie specială de conservare — SAC, sit de importanță comunitară — SCI) din Suedia întinsă pe o suprafață de 61,6 ha, integral pe uscat.

## Localizare
Centrul sitului Vintermossen este situat la coordonatele 57°14′30″N 14°55′43″E / 57.2416°N 14.9287°E.

## Înființare
Situl Vintermossen a fost declarat sit de importanță comunitară în ianuarie 1997 pentru a proteja un număr necunoscut de specii din flora spontană și fauna sălbatică aflate în arealul zonei. Situl a fost protejat și ca arie specială de conservare în martie 2011.

## Biodiversitate
Situată în ecoregiunea boreală, aria protejată conține 2 habitate naturale: Taiga vestică, Mlaștini împădurite.
La baza desemnării sitului se află un număr nedeclarat de specii protejate.